# 关于按照系统实行革命大联合的通知
《关于按照系统实行革命大联合的通知》，是1967年10月17日中共中央、国务院、中央军委、中央文革发布的一个通知。

## 概述
1967年10月17日，中共中央、国务院、中央军委、中央文革根据《毛主席视察华北、中南和华东地区时的重要指示》作出的文件，主要内容是：
- 各工厂、各学校、各部门、各企业单位，都必须在革命的原则下，按照系统，按照行业，按照班级，实现革命的大联合，以利于促进革命三结合的建立，以利于大批判和单位斗批改的进行。
- 所有革命群众组织都应该以毛泽东思想为基础，经过充分协商，按照不同的具体情况办理。一切跨行业的组织，都应该在自愿的原则下，按行业进行必要的调整。

在此《通知》下达前后，报刊上连续发表社论，促进大联合，介绍大联合的经验，跨行业的组织大体都作了调整，有些单位，开始实现大联合。该通知，实际上取消了当时对全中国许多跨行业的群众组织的承认。